# بوسفر
بوسفر إحدى بلديات ولاية وهران تابعة لمقاطعة عين الترك.أسست البلدة عام 1850، تقع في الجهة المعاكسة لقاعدة البحرية المرسى الكبير.

## أناس جديرين بالذكر
الجنرال أدمون جوهوود الذي ولد في هذه البلدة عام 1905.كان لديه سيرة خدمة ممتازة في القوات الجوية الفرنسية قبل اشتراكه في انقلاب الجزائر أبريل عام1961 حيث حكم عليه بالإعدام.وفي عام 1967 غادر السجن، واستفاد من عفو عام صدر في يوليو عام1968.